# Vicia serratifolia
Espèce
Synonymes
Classification APG III (2009)
Statut de conservation UICN

 LC  : Préoccupation mineure
Vicia serratifolia est une espèce de plantes à fleurs dicotylédones de la famille des Fabaceae (fabacées) et du genre Vicia (Vesce). Ce sont des plantes herbacées annuelles. Elle a été décrite pour la première fois par Jacquin en 1778 dans Flora austriaca, t. V, Append., t.8.,,,.

## Distribution et habitat
Vicia serratifolia est principalement présente en France métropolitaine bien que son aire de répartition s’étende sur l’ensemble de l’Europe.

## Reproduction
Vicia serratifolia comme presque toutes les espèces de son genre est monoïque, les fleurs mâles et femelles se trouvent sur le même individu. Dans les fleurs mâles, les étamines synthétisent du pollen qui est dispersé par le vent vers le pistil, contenant l’ovaire de la plante, des fleurs femelles; on parle d’anémogamie. Ou alors, grâce aux insectes pollinisateurs; c’est l’entomogamie. La rencontre de ses gamètes précède la fusion des cellules haploïdes donnant le zygote du futur plant. Le zygote devient embryon à force de mitoses successives. L’embryon une fois mature est stocké dans une graine sec disposée dans une gousse avec des graines similaires. Lorsque les conditions (humidité, température,...) seront de nouveau réunies, les graines sous l’effet de la gravité tombent au sol et se dispersent avant de pousser; c’est la barochorie.

## Utilisation
Vicia serratifolia fut cultivée pour ses graines comestibles comme Vicia narbonensis, pisiformis, sepium,villosa et d'autres espèces appartenant au même genre. Elle est consommée depuis la Préhistoire. Elle faisait partie du groussan, un mélange alimentaire de graines de diverses légumineuses. Cependant, son utilisation dans l'alimentation humaine diminue et au XIXe siècle, elle est donnée qu'aux animaux.
On mange ses graines crues quand elles sont vertes, ou cuites longuement. Elles sont riches en protéines, glucides, en vitamines (A,B,C) et en sels minéraux. Fleurs et gousses sont diurétiques et sédatives des voies urinaires.

### Synonymes
- Bona serratifolia (Jacq.) Stank.
- Vicia narbonensis var. serratifolia (Jacq.) Arcang
- Vicia narbonensis subsp. serratifolia (Jacq.) Arcang
- Vicia narbonensis var. serratifolia (Jacq.) Ser[8],[9]